# 2 temps, 3 mouvements
2 temps, 3 mouvements è un film del 2014 diretto da Christophe Cousin.

## Trama
In seguito alla morte del padre, Victor e sua madre si trasferiscono da Parigi a Quebec City, in Canada. Un pomeriggio Victor assiste al suicidio di François, uno studente della sua scuola e questo evento lo sconvolge a tal punto da spingerlo a saperne di più sullo studente in questione.